# Every Child
Every Child és un curtmetratge d'animació produït l'any 1979 per la National Film Board of Canada en associació amb UNICEF.
És una pel·lícula sense paraules, que incorpora sons de Les Mîmes Électriques.

## Argument
Aquest curt d'animació explica la història d'un nen rebutjat de totes les llars i després trobat per dos vagabunds que li donen amor i tendresa.

## Repartiment
- Bernard Carez
- Sophie Cowling com el nen
- Raymond Pollender

## Producció
Every Child va ser una pel·lícula patrocinada per UNICEF creada pel National Film Board of Canada per tal de promoure la Declaració dels Drets dels Infants. La pel·lícula va ser dirigida i animada per Eugene Fedorenko i escrita per Derek Lamb i Les Mîmes électriques. Tenia un pressupost de 67.778 $. Fedorenko va perdre més tard la seva feina a l'NFB a causa de problemes pressupostaris el març de 1980.

## Premis
- El 1980 Derek Lamb va guanyar un Oscar al millor curtmetratge d'animació[1]
- Millor animació i premi especial, 1rs Premis Genie, 1980
- El 1980 Eugene Fedorenko va guanyar el Premi OIAF per les Primeres pel·lícules al Festival de Cinema Internacional d'Animació d'Ottawa

## Obres citades
- Evans, Gary. In the National Interest: A Chronicle of the National Film Board of Canada from 1949 to 1989.  University of Toronto Press, 1991. ISBN 0802027849.